# HMS Kent (1798)
HMS Kent (Корабль Его Величества «Кент») — 74-пушечный линейный корабль 3 ранга Королевского флота. Принадлежал к типу Ajax (по другим данным, к типу Kent).

## Постройка
Строительство начато в октябре 1795 года на верфях Blackwall Yard. Спущен на воду в 1798 году.

## Служба
1798 — февраль, капитан У. Хоуп (англ. W. Hope).
1800 — Ярмут, флагман адмирала лорда Дункана.
1801 — капитан Хоуп, Средиземное море. 21 марта 1801 Kent потерял одного человека убитым и двух ранеными на берегу в Египте, в отряде под командованием капитана сэра Сиднея Смита.
В августе 1801 капитан Кокрейн (англ. Alexander Cochrane) собирался вести эскадру шлюпов в гавань Александрии, когда с Port Mahon был сделан сигнал, что лейтенант Уизерс (англ. Withers) с Kent так подробно промерил западный фарватер, что сможет провести эскадру в порт. Ранее лейтенант Уизерс был послан с Kent на баркасе в помощь блокаде форта Марабу, причем взял с собой ручной лот и компас, и смог обнаружить подход, никому более на эскадре не известный. Его действия позволили армии, под командованием сэра Эйра Кута (англ. Eyre Coote), встать под городом.
1803 — капитан Эдвард О’Брайен (англ. Edward 0'Bryen), флагман контр-адмирала сэра Бикертона (англ. R. Bickerton), Мальта.
1804 — капитан Палтни Малькольм (англ. Pulteney Malcolm). Он пришел в Средиземное море, командуя HMS Royal Sovereign, был переведен на Kent, летом снова переведен, на HMS Renown.
1805 — оснащение в Чатеме, сентябрь, капитан Генри Гаррет (англ. Henry Garrett).
1807 — капитан Т. Роджерс (англ. T. Rogers), при Рошфоре, затем Средиземное море.
1807, с лордом Коллингвудом в Дарданеллах.
31 августа промерял порт Скирос, одновременно HMS Seahorse исследовал Порто Трио на острове Парос, выясняя, пригодны ли тот и другой для стоянки эскадры.
Октябрь 1811 — тот же капитан, Портсмут (по другим данным, 24 июня - 18 июля 1811 появлялся под Тулоном, 18 августа встал в ремонт в Порт-Маон, 24 июля 1812 с эскадрой снова под Тулоном).
1812 — тот же капитан, Средиземное море.
1814 — в резерве в Плимуте.
1829 — капитан Джон Девоншир (англ. John Ferris Devonshire), январь 1827, брандвахта в Хамоаз.
1830 — капитан Самуэль Пим (англ. Samuel Pym), июль, Средиземное море.
1832 — в резерве в Плимуте. 
В 1856 году переоборудован в блокшив, разобран в 1881 году (по другим данным, в 1857 и 1880 году, соответственно).